# Dalton (cràter)
Dalton és un cràter d'impacte que es troba a prop de l'extremitat occidental de la cara visible de la Lluna. S'insereix en la vora oriental del cràter Einstein, amb el cràter Balboa al nord i amb Vasco da Gama cap al sud.

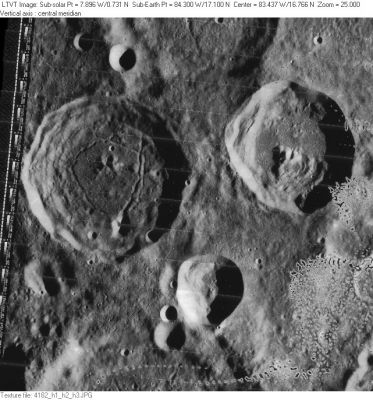
Fotografia de la missió Lunar Orbiter 4
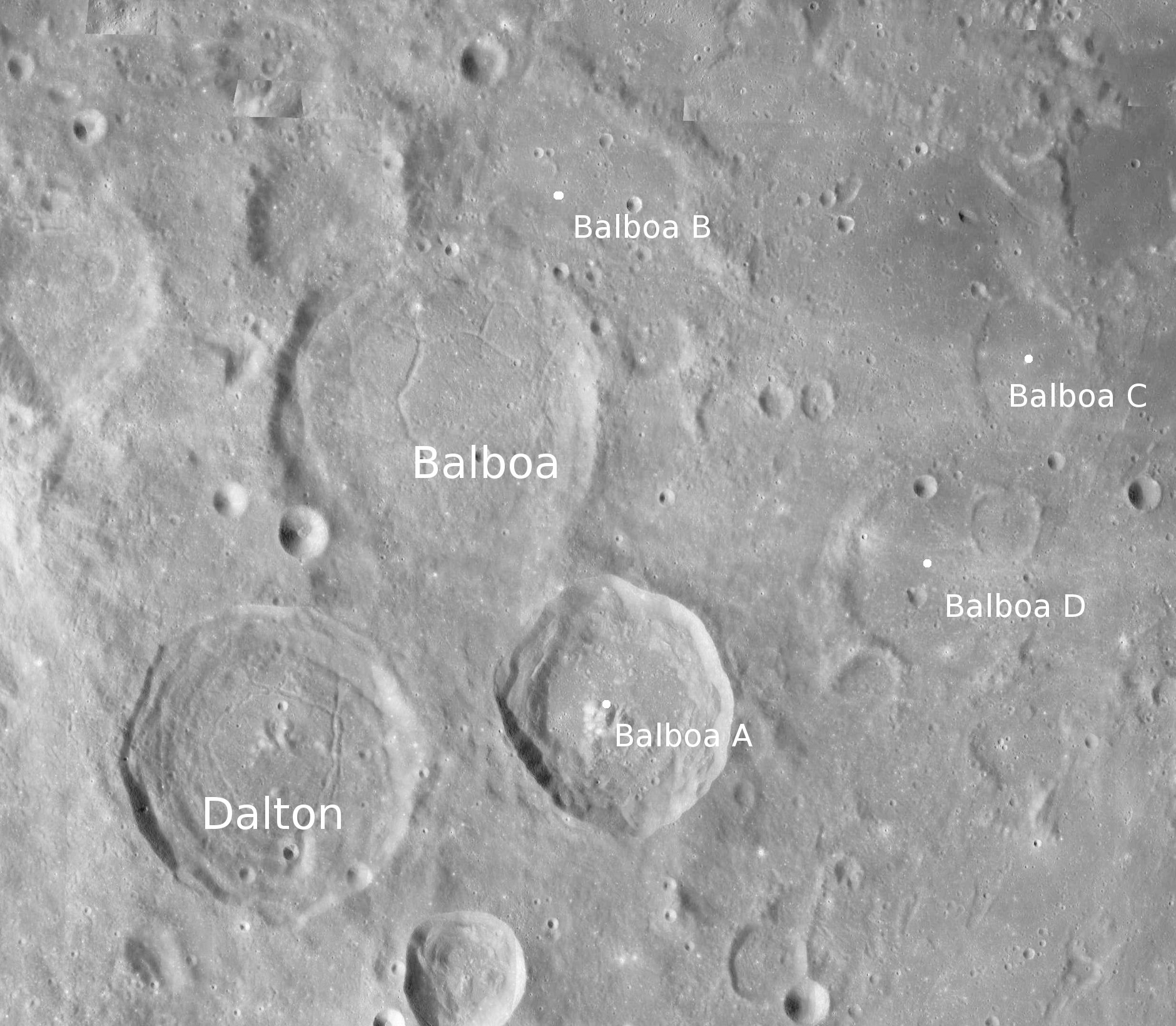
Fotografia de la missió Lunar Reconnaissance Orbiter

La vora d'aquest cràter no està molt erosionat, i les seves parets interiors presenten terrasses. El sòl interior presenta un sistema d'esquerdes superficials que són generalment concèntriques amb la paret interior. Es localitza un petit cràter a prop de la banda sud de la paret interior, i un altre a la cara nord del petit pic central.